# Engedj be! (C.A.F.B.-dal)
Az Engedj be! egy magyar könnyűzenei szerzemény, amely a C.A.F.B. zenekar 1997-es Zanza című albumán jelent meg. A dalhoz készült videóklipet a magyar zenei televíziós csatornák rendszeresen játszották, 1997 és 2000 között.Ez az egyetlen videóklip, amelyben Szakácsi Gábor alapító is szerepel, a C.A.F.B. soraiban.Ez a C.A.F.B. első televíziós csatornákon lejátszott és egyben legismertebb videóklipje.

## Jelentősége
Az "Engedj be!" videóklipjének köszönhetően vált országosan ismert zenekarrá a C.A.F.B., az 1997-ben nagy népszerűségnek örvendő pop-punk zenei hullám idején.Az ekkor népszerű és a "főáramba" betörő együttesekkel együtt, mint a Junkies, Prosectura és a Southern Special a hazai könnyűzene újabb, mondhatni fiatalos lendületet kapott. Az "Engedj be!", a C.A.F.B. gyakran kábítószeres szövegvilágának egyik példájaként is említhető. A szerzeményt néhány fiatalabb együttes is feldolgozta, sok más C.A.F.B. dallal együtt.

## A dalhoz készült videóklip
- Az "Engedj be!" videóklip a Youtube oldalán